# Simulium quadrivittatum
Simulium quadrivittatum är en tvåvingeart som beskrevs av Friedrich Hermann Loew 1862. Simulium quadrivittatum ingår i släktet Simulium och familjen knott. Inga underarter finns listade i Catalogue of Life.